# Arturo Merzario
Arturo Francesco Merzario, född 11 mars 1943 i Chiavenna i Como, är en italiensk racerförare.

## Racingkarriär
Merzario började med racing i sportvagnar för Abarth i slutet av 1960-talet. Han blev fabriksförare för Ferrari 1970 och började vinna sportvagnstävlingar för stallet 1972. Ferraris Formel 1-förare Clay Regazzoni råkade under säsongen 1972 bryta armen, varför Merzario gavs chansen att köra i F1. Han debuterade på Brands Hatch i Storbritannien 1972. Merzario slutade på sjätte plats och tog därmed poäng i sitt första Formel 1-lopp. Han körde sitt andra lopp i Ferraris tredjebil i Tyskland 1972. Jacky Ickx och Clay Regazzoni körde stallets två andra bilar och de slutade dessutom etta och tvåa i loppet medan Merzario kom på tolfte plats.
De relativa framgångarna ledde till att Merzario blev Ferraris andreförare säsongen 1973. Oturligt nog var detta vid den tidpunkt då stallet presterade som sämst och efter säsongen fick både han och försteföraren Jacky Ickx sparken och de ersattes av Clay Regazzoni och Niki Lauda.
Året efter började Merzario tävla i sportvagnar för Alfa Romeo där han rönte stora framgångar. Han körde även i Formel 1 för Williams, men där det inte gick lika bra och året efter fick han lämna stallet efter de sex första loppen. 1976 körde han för March och sedan för Walter Wolf Racing men utan framgångar. Där kunde hans Formel 1-karriär varit slut men han startade ett eget F1-stall 1977, Merzario, och började tävla i en privat March F1-bil. Säsongen efter beslöt Merzario att bygga egna bilar men projektet var dåligt finansierat och lyckades bland annat därför aldrig. Stallet lämnade därför Formel 1 efter säsongen 1979 och började istället tävla i formel 2.
Arturo Merzario kanske trots allt är mest känd för att han tillsammans med ett par andra förare räddade Niki Lauda ur hans brinnande Ferrari under Tysklands Grand Prix 1976.

## F1-karriär
| Säsong | Stall/Tillverkare                 | Poäng | Placering |
| ------ | --------------------------------- | ----- | --------- |
| 1972   | Ferrari                           | 1     | 20        |
| 1973   | Ferrari                           | 6     | 12        |
| 1974   | Williams (Iso Marlboro-Ford)      | 4     | 17        |
| 1975   | Williams-Ford Fittipaldi-Ford     | 0     | –         |
| 1976   | March-Ford Wolf-Williams-Ford     | 0     | –         |
| 1977   | Merzario (March-Ford) Shadow-Ford | 0     | –         |
| 1978   | Merzario-Ford                     | 0     | –         |
| 1979   | Merzario-Ford                     | 0     | –         |